# Henån
Henån este un oraș în Suedia.

## Demografie
| \| Evoluția demografică a zonei urbane Henån, 1970–2015 \| Evoluția demografică a zonei urbane Henån, 1970–2015 \| Evoluția demografică a zonei urbane Henån, 1970–2015 \| Evoluția demografică a zonei urbane Henån, 1970–2015 \| Evoluția demografică a zonei urbane Henån, 1970–2015 \| \| --------------------------------------------------------------------------------------- \| ---------------------------------------------------- \| ---------------------------------------------------- \| ---------------------------------------------------- \| ---------------------------------------------------- \| \| An \| \| \| Locuitori \| \| \| 1970 \| 1970 \| \| 511 \| 511 \| \| 1975 \| 1975 \| \| 1.061 \| 1.061 \| \| 1980 \| 1980 \| \| 1.396 \| 1.396 \| \| 1990 \| 1990 \| \| 1.659 \| 1.659 \| \| 1995 \| 1995 \| \| 1.889 \| 1.889 \| \| 2000 \| 2000 \| \| 1.836 \| 1.836 \| \| 2005 \| 2005 \| \| 1.855 \| 1.855 \| \| 2010 \| 2010 \| \| 1.816 \| 1.816 \| \| 2015 \| 2015 \| \| 2.243 \| 2.243 \| \| Sursa: SCB - Statistika Centralbyrån, Folkmängden per tätort. Vart femte år 1960 - 2016 \| \| \| \| \| |      |  |           |       |
| Evoluția demografică a zonei urbane Henån, 1970–2015 |      |  |           |       |
| An |      |  | Locuitori |       |
| 1970 | 1970 |  | 511       | 511   |
| 1975 | 1975 |  | 1.061     | 1.061 |
| 1980 | 1980 |  | 1.396     | 1.396 |
| 1990 | 1990 |  | 1.659     | 1.659 |
| 1995 | 1995 |  | 1.889     | 1.889 |
| 2000 | 2000 |  | 1.836     | 1.836 |
| 2005 | 2005 |  | 1.855     | 1.855 |
| 2010 | 2010 |  | 1.816     | 1.816 |
| 2015 | 2015 |  | 2.243     | 2.243 |
| Sursa: SCB - Statistika Centralbyrån, Folkmängden per tätort. Vart femte år 1960 - 2016 |      |  |           |       |